# Thor (Iowa)
Thor – miasto w Stanach Zjednoczonych, w stanie Iowa, w hrabstwie Humboldt. Zgodnie ze spisem statystycznym z 2000 roku, miasto liczyło 174 mieszkańców.